# برایان جی هاتن
برایان جفری هوتن (انگلیسی: Brian Geoffrey Hutton؛ (زادهٔ۱ ژانویه ۱۹۳۵) (درگذشت۱۹ اوت ۲۰۱۴) یک هنرپیشه و کارگردان فیلم اهل ایالات متحده آمریکا بود.

## گزیده فیلمشناسی
از فیلم‌ها یا برنامه‌های تلویزیونی که وی در آن حضور داشته‌است می‌توان به آثار زیر اشاره کرد.
- جدال در اوکی کرال (فیلم) (۱۹۵۷ هنرپیشه)
- شاه کروئل (۱۹۵۸ هنرپیشه)
- آخرین قطار گان هیل (۱۹۵۹ هنرپیشه)
- ماهیگیر بزرگ (۱۹۵۹ هنرپیشه)
- جرونیمو (فیلم ۱۹۶۲) (۱۹۶۲ هنرپیشه در عنوان بندی نیامده)
- کارآموزان (فیلم) (۱۹۶۲ هنرپیشه)
- جایی که عقاب‌ها جرئت پیدا می‌کنند (۱۹۶۸ کارگردان)
- قهرمانان کلی (۱۹۷۰ کارگردان)
- زی و شرکا (۱۹۷۲ کارگردان)
- نگهبان شب (فیلم ۱۹۷۳) (۱۹۷۳ کارگردان)
- اولین گناه کبیره (۱۹۸۰ کارگردان)